# دویکا
دویکا (به صربی: Devica) یک کوه در صربستان است که در Svrljig واقع شده‌است. دویکا ۱٬۱۸۷ متر بالاتر از سطح دریا واقع شده‌است.